# Макджоун, Эймар
Эймар МакДжоун (англ. Eimear McGeown; род. 1983) — британская флейтистка. Она использует стили традиционной, кельтской, классической, поп-рок-музыки и креативные кинематографические аранжировки как универсальное применение ирландской и классической флейты.

## Биография
Эймар родилась в графстве Арма в Северной Ирландии 18 марта 1983 года. В 2005 году она окончила Музыкальный колледж Тринити в Лондоне со степенью бакалавра музыки 1-го класса (с отличием). Она училась игре на традиционной ирландской флейте под руководством Шеймуса Тэнси.

## Личная жизни
Она живёт в Лондоне (исторический район Кингс-Кросс) со своим бойфрендом Скоттом Уиллсалленом, работающим аудиодизайнером.
В свободное время МакДжоун предпочитает длительные прогулки, занятия йогой и фотографирование. По словам артистки, она неравнодуша к сладкому и вину.

## Награды
- Всеирландская чемпионка по флейте (дважды)[5]
- Премия «Молодой музыкант года Ирландии» (2006)[6]
- Первая премия в номинации «Лучший исполнитель» на Международном фестивале флейт сэра Джеймса Голуэя[7]

В мае 2011 года МакДжоун  получила приглашение от Её Величества королевы Елизаветы II и герцога Эдинбургского присутствовать на королевском приёме в Букингемском дворце в     знак признания её вклада в исполнительское искусство.

## Дискография
| Год  | название                                                               | Участие                          |
| ---- | ---------------------------------------------------------------------- | -------------------------------- |
| 2021 | Irlandiani (Carina Drury)                                              | флейта                           |
| 2020 | Speak Up (Sion Hill)                                                   | флейта                           |
| 2019 | Fear A Bhata (Live) (Peacock Angell)                                   | флейта                           |
| 2018 | Inis                                                                   | ирландская и классическая флейта |
| 2018 | Hushabye (Hayley Westenra)                                             | флейта                           |
| 2018 | Sacred (Frode Fjellheim)                                               | флейта                           |
| 2016 | Celtic Airs                                                            | ирландская флейта                |
| 2016 | The Mushroom Tree (Barry Douglas)                                      | флейта                           |
| 2016 | Ballyvaughan Pier The Runescape Jig Secret Circle Reel (Barry Douglas) | флейта                           |
| 2016 | Brendan's Air (Barry Douglas)                                          | флейта                           |
| 2015 | Cantus (Fjellheim)                                                     | флейта                           |
| 2014 | Celtic Reflections                                                     | флейта                           |